# Brochon
Brochon é uma comuna francesa na região administrativa da Borgonha-Franco-Condado, no departamento de Côte-d'Or. Estende-se por uma área de 7,48 km². Em 2010 a comuna tinha 755 habitantes (densidade: 100,9 hab./km²).